# Guy Dufresne
Pour les articles homonymes, voir Dufresne.
Guy Dufresne (17 avril 1915 à Montréal - 29 juillet 1993 à Frelighsburg, Québec, Canada) est un dramaturge et scénariste québécois. Ses thèmes fétiches sont : « le pays, son histoire, ses légendes et ses paysages ».

## Biographie
Dufresne fait ses études au collège jésuite de Sainte-Marie et au collège Jean-de-Brébeuf. À la suite de problèmes pulmonaires, il s'installe au village (aujourd'hui municipalité) de Frelighsburg en Montérégie. Il y mourra en 1993.
Dufresne est l'« un des premiers scénaristes au monde à écrire pour la télévision francophone ». C'est notamment grâce à « L'île aux pommes » en novembre 1952 qu'il commence sa carrière de scénariste pour différents médias (radio, télévision et théâtre).
Il adapte aussi des pièces pour la télévision. On retrouve par exemple : Comme tu me veux de Luigi Pirandello, Les Trois sœurs d'Anton Tchekhov et Of Mice and Men (Des souris et des hommes) de John Steinbeck. Certains critiqueront sa dernière adaptation en la voyant comme « une adaptation en joual », alors que d'autres verront plutôt cette approche « comme un sommet parmi nos téléthéâtres ».
Le fonds d'archives de Guy Dufresne est conservé au centre d'archives de Montréal de Bibliothèque et Archives nationales du Québec.

## Filmographie

### Cinéma
- 1964 : Jusqu'au cou : François Cardinal, le père de Raymond[5]
- 1961 : Louis-Joseph Papineau - Le demi-dieu
- 1978 : Décembre
- 1987 : Le Frère André

### Télévision
- 1947-1955 : Le Ciel par-dessus les toits (d'abord présenté à la radio)[6]
- 1952 : L'île aux pommes
- 1954-1958 : Eaux vives[7]
- 1955-1958 : Cap-aux-sorciers
- 1960-1961 : Kanawio
- 1960 : Chemin Privé (traduit en 1972 sous le titre The Cry of the Whippoorwill)
- 1963-1967 : Septième nord
- 1972-1976 : Les Forges de Saint-Maurice
- 1976 : Johanne et ses vieux
- 1984 : Aéroport: Court-circuit

## Prix et distinctions
- En 1978, il reçoit le prix Anik pour Johanne et ses vieux
- En 1989, il est nommé Docteur d'honneur ès lettres à l'Université de Sherbrooke[8]